# 존 하그리브스
존 하그리브스(John William Hargreaves, 1945년 11월 28일 ~ 1996년 1월 8일)는 오스트레일리아의 배우이다.
시드니에서 사망하였다.

## 영화
- 호텔 소렌토 (1995년)
- 노 워리스 (1994년)
- 아름다운 마리 퀴리 (1991년)
- 달콤한 복수 (1990년)
- 에머랄드 시티 (1988년)
- 자유의 절규 (1987년)
- 스카이 레이더스 (1986년)
- 마이 퍼스트 와이프 (1984년) - 존 역
- 대강탈 (1984년)
- 킬링 오브 엔젤 스트리트 (1981년)
- 비욘드 리저너블 다우트 (1980년)
- 베트남 블루스 (1979년)
- 롱 위크엔드 (1978년)
- 데스치터스 (1976년)
- 리무벌리스트 (1975년)